# Studziańskie
Studziańskie – przysiółek wsi Klon w Polsce położony w województwie wielkopolskim, w powiecie ostrzeszowskim, w gminie Czajków.
W latach 1975–1998 przysiółek administracyjnie należał do województwa kaliskiego.